# Самилык, Николай Игнатьевич
Николай Игнатьевич Самилык (род. 28 мая 1937) — советский украинский партийный деятель.

## Биография
Родился 28 мая 1937 года. Окончил Днепропетровский сельскохозяйственный институт.
Работал заведующим ремонтно-механической мастерской, впоследствии главный инженер колхоза им. Дзержинского Новомосковского района Днепропетровской области.
С 1961 — член КПСС.
С 1967 — председатель колхоза им. Калинина Новомосковского района.
С 1970 — второй секретарь Новомосковского райкома Компартии Украины в Днепропетровской области.
С 1971 — первый секретарь Межевского райкома партии Днепропетровской области.
С февраля 1982 — 26 апреля 1990 — первый секретарь Кировоградского обкома Компартии Украины.